# Vranov (ort i Tjeckien, Plzeň)
Vranov är en ort i Tjeckien.   Den ligger i regionen Plzeň, i den västra delen av landet, 110 km väster om huvudstaden Prag. Vranov ligger 393 meter över havet och antalet invånare är 124.
Terrängen runt Vranov är huvudsakligen platt. Vranov ligger nere i en dal. Runt Vranov är det ganska tätbefolkat, med 108 invånare per kvadratkilometer. Närmaste större samhälle är Stříbro, 3,4 km väster om Vranov. I omgivningarna runt Vranov växer i huvudsak blandskog.